# Rencontres internationales de Luthiers et Maîtres Sonneurs
Das Rencontres Internationales de Luthiers et Maîtres Sonneurs im Département Indre war ein von 1976 bis 2013 jährlich stattfindendes internationales Musikfestival mit Preisverleihungen. Nach dem Konkurs des Trägervereines Anfang 2014 ist eine Nachfolgeveranstaltung in Planung.
Das Festival fand von 1976 bis 2008 in einem Schlosspark in Saint-Chartier statt, 2009 bis 2013 im Park des Château d’Ars wenige Kilometer weiter südöstlich, in unmittelbarer Nähe der Stadt La Châtre, als Veranstaltung für traditionelle Musik, Alte Musik und Instrumentenbau mit mehreren zehntausend Besuchern.
Auf etwa 130 Ständen werden von Instrumentenbauern Musikinstrumente aus nahezu ganz Europa ausgestellt und verkauft.
Präsentiert werden Dudelsäcke (darunter vorwiegend französische Cornemuses du Centre, Cabrettes, Bohas und Veuzes, aber auch englische Borderpipes, italienische Zampogne, spanische Gaitas, deutsche Schäferpfeifen, Flämische Dudelsäcke und andere Typen), Drehleiern, Diatonische und Chromatische Akkordeons, Nyckelharpas, Flöten, Grallas, Bombarden, Perkussionsinstrumente und viele andere.
Getanzt und musiziert wird während der Veranstaltung rund um die Uhr. Die teilnehmenden Musiker stammen aus allen Teilen der Welt.
Das Treffen findet normalerweise jedes Jahr in der Woche um den 14. Juli, dem Nationalfeiertag Frankreichs, statt.